# Unión de Combatientes por la Libertad y la Democracia

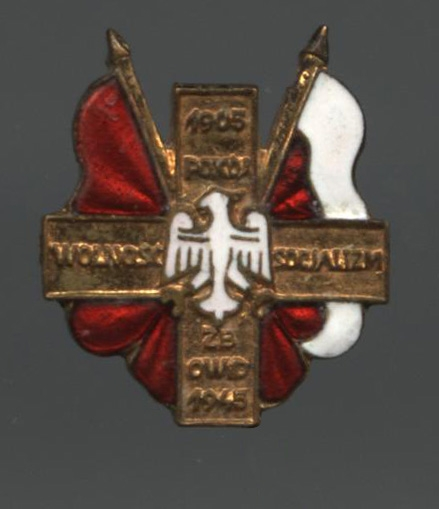
Insignia de la Unión de Combatientes por la Libertad y la Democracia (ZBoWiD).

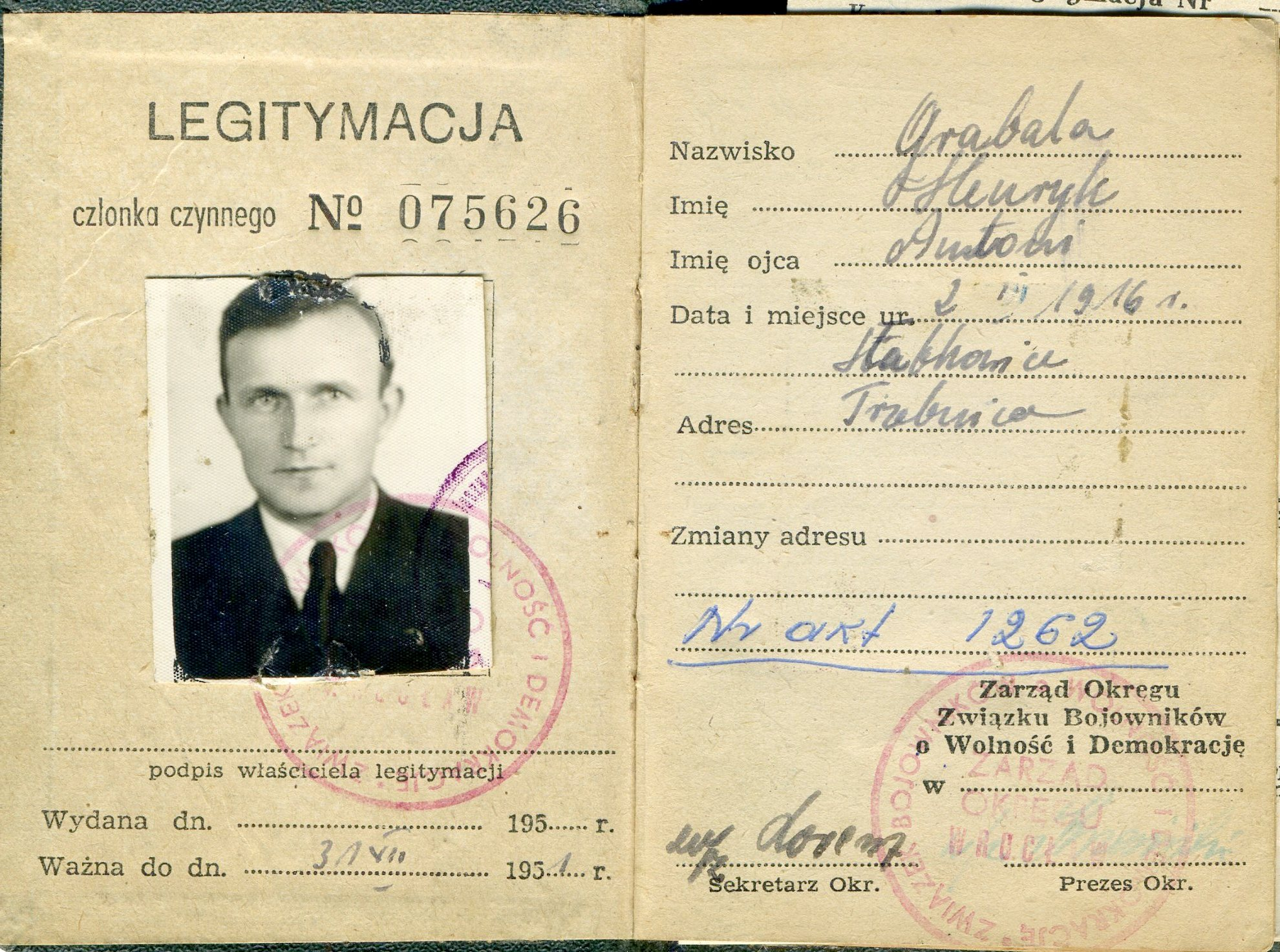
Carnet de afiliación de la sociedad.

La Unión de Combatientes por la Libertad y la Democracia (en polaco: Związek Bojowników o Wolność i Demokrację, ZBoWiD) fue una asociación estatal oficial de veteranos de guerra de la República Popular de Polonia. Inicialmente al mando de Franciszek Jóźwiak, la organización se creó el 2 de septiembre de 1949 a partir de la unión de once asociaciones preexistentes de veteranos. En sus primeros años, y especialmente durante el periodo estalinista, la organización estuvo formada mayoritariamente por antiguos veteranos del Ejército Popular de Polonia, partisanos comunistas y exprisioneros de campos de concentración. Aun así, con el advenimiento de un deshielo político parcial en los años 1960, empezó a aceptar también a veteranos de otras formaciones  que habían combatido en la Segunda Guerra Mundial.
Directamente subordinada al Partido Obrero Unificado Polaco, la sociedad ocupó un lugar relevante dentro de la estructura del gobierno de Polonia: se trataba de la única autoridad que certificaba los derechos y privilegios de los veteranos y combatientes de Polonia. En 1970, el ZBoWiD tenía aproximadamente 330.000 miembros; en 1986, el número era de casi 800.000. Entre sus dirigentes estaban Mieczysław Moczar y Włodzimierz Sokorski.
En abril de 1990, el ZBoWiD se reformó y pasó a denominarse Związek Kombatantów RP i Porłych Więźniów Politycznych (Sociedad de Veteranos de la República de Polonia y Exprisioneros Políticos), aceptando en su seno a miembros de todas las formaciones militares polacas, incluyendo a partisanos, unidades de autodefensa, y el Estado secreto polaco.